# Cometes (tipografia)
Les cometes són signes tipogràfics de puntuació que serveixen bàsicament per encloure una expressió, un terme o una citació.

## Tipus de cometes
Les cometes s'usen per parelles, una per obrir i una altra per tancar. En català hi ha tres menes de cometes:
- «…»: Cometes baixes, llatines, franceses o angulars. Són les tradicionals en tipografia. El 2012 s'ha optat per a fer servir de manera uniforme les cometes baixes per al llibre d'estil de la viquipèdia catalana.[3]
- “…”: Cometes altes, angleses o saxones, són dues parelles de comes volades amb la primera parella capgirada. S'empren en substitució de les cometes baixes quan no es poden usar per raons d'incompatibilitat.
- ‘…’ Cometes simples o senzilles. Tenen un ús més restringit.
- …' i "…": Cometes rectes simples i dobles. No s'han de confondre amb el símbol dels minuts i els segons de les coordenades geogràfiques, astronòmiques, matemàtiques i físiques. S'usen en substitució de les corresponents cometes altes en àmbits informàtics.
- A Alemanya i Àustria es fan servir generalment  „…“ i sobretot en llibres »…« (les cometes baixes o franceses, però amb la punta vers l'interior.[4]

D'altra banda, l'apòstrof tipogràfic (’) té la mateixa forma que una cometa simple de tancament, i l'apòstrof recte (') el mateix que una cometa recta.

## Ús de les cometes
Tal com els altres signes de puntuació dobles (parèntesis, guions i claudàtors) les cometes s'escriuen soldades al text que inclouen i van precedides per un espai, a l'obertura, o seguides per un espai o per un signe de puntuació, al tancament. A la viquipèdia, les convencions per a les referències bibliogràfiques es fan automàticament si es fa servir les plantilles adhoc: {{Ref-llibre}}, {{Ref-web}}…
Les normes d'estil usuals indiquen els següents usos de les cometes:
- Transcripcions o citacions literals.

Exemple: En el segon llibre Antoni Canals tracta de la «contemplació dels órdens del cel e de la glòria del paradís».
- Transcripcions o citacions literals de més d'un paràgraf.

Es fan servir les cometes d'obertura sols en el primer, i les de tancament, a l'inici de cadascun dels paràgrafs següents i a l'acabament del darrer.
Exemple:
«Puix que sens Tu algú a Tu no basta,
»dona'm la mà o pels cabells me lleva;
»si no entenc la mia vers la tua»

Si la citació es fa en text a part, mitjançant el la sagnia o un cos de lletra més petit, són innecessàries les cometes.
Exemple:
Perdona mi si follament te parle!
de passió parteixen mes paraules
- Indicar ironia o èmfasi. S'usen les cometes per assenyalar les paraules que apareixen amb un significat distint de l'habitual, amb un matís d'ironia o èmfasi.

Exemple: L'entrenador ha estat destituït per «incapacitat».
- Assenyalar lemes, eslògans i campanyes.

Exemple: La nostra divisa és «Català a l'atac».
- Indicar capítols o parts d'una obra o articles d'una publicació

Exemple: El llibre XII de Lo Crestià incorpora l'obra «Regiment de la cosa pública». L'article «El segle de les llums» a la revista Mètode dona un bon résum de l'època de la il·lustració.
- Col·leccions editorials. A banda de les citacions bibliogràfiques, es poden utilitzar les cometes per fer ressaltar el nom d'una col·lecció.

Exemple: El Termcat ha publicat la col·lecció «Criteris lingüístics per a la terminologia».
- Altres: conferències, discursos, parlaments, ponències, col·loquis, debats, taules rodones, exposicions i mostres.
- En cas de cometes dins d'altres cometes, la gradació segueix l'ordre: «… “… ‘…’ …” …».[5]

Exemple: «El professor ha dit: “film vol dir ‘pel·lícula’”.»
- Per delimitar definicions s'usen les cometes simples.[6]

Exemple: A Alcoi distingeixen entre bajoca ‘pebrot’ i bajoqueta ‘mongeta tendra’.
Van en cursiva i, per tant, cal evitar posar-hi les cometes, els següents casos: títols, publicacions periòdiques, pseudònims, llatinismes, estrangerismes i mots no inclosos als diccionaris.
L'ús de les cometes baixes permet d'evitar la contigüitat incòmoda amb l'apòstrof.
Exemple: Edicions Seixanta ha publicat tres llibres nous d'«El Faristol».
La coma, el punt i coma, i els dos punts van després de les cometes de tancament. El punt va abans si la citació comença i acaba un paràgraf. Els signes d'interrogació i d'admiració van dins de les cometes si pertanyen al fragment citat.
Encara que no sigui estrictament obligatori, sembla convenient d'afegir el punt final que hi ha en la frase citada (abans de la cometa de tancament), així com la majúscula inicial de la frase citada:
«La Declaració Universal dels Drets Humans afirma que «Tots els éssers humans neixen lliures i iguals en dignitat i en drets.».
Més aviat que:
«La Declaració Universal dels Drets Humans afirma que «Tots els éssers humans neixen lliures i iguals en dignitat i en drets».

## Altres menes de cometes i codificació informàtica de les cometes
| Mostra | Unicode (decimal)            | HTML                  | Descripció                            |
| ------ | ---------------------------- | --------------------- | ------------------------------------- |
| ‘…’    | U+2018 (8216), U+2019 (8217) | &lsquo; &rsquo;       | Cometes simples angleses              |
| “…”    | U+201C (8220), U+201D (8221) | &ldquo; &rdquo;       | Cometes dobles angleses               |
| ’…’    | U+2019 (8217), U+2019 (8217) | &rsquo; &rsquo;       | Cometes simples sueques i finlandeses |
| ”…”    | U+201D (8221), U+201D (8221) | &#8221; &#8221;       | Cometes dobles sueques i finlandeses  |
| ‚…‘    | U+201A (8218), U+2018 (8216) | &sbquo; &lsquo;       | Cometes simples alemanyes             |
| „…“    | U+201E (8222), U+201C (8220) | &bdquo; &ldquo;       | Cometes dobles alemanyes              |
| ‚…’    | U+201A (8218), U+2019 (8217) | &sbquo; &rsquo;       | Cometes simples poloneses             |
| „…”    | U+201E (8222), U+201d (8221) | &bdquo; &rdquo;       | Cometes dobles poloneses              |
| ‹ … ›  | U+2039 (8249), U+203A (8250) | &lsaquo; &rsaquo;     | Cometes simples angulars franceses    |
| « … »  | U+00AB (171), U+00BB (187)   | &laquo; &raquo;       | Cometes dobles angulars franceses     |
| «…»    | U+00AB (171), U+00BB (187)   | &laquo; &raquo;       | Cometes dobles angulars llatines      |
| '…'    | U+0027 (39)                  | Directament '.        | Cometes simples rectes                |
| "…"    | U+0022 (34)                  | &quot;. Directament " | Cometes dobles rectes                 |

### Caràcters UNICODE a Windows
Mètode que pot funcionar independentment de l'idioma configurat per al teclat:
1. Prémer la tecla Alt.
2. Prémer la tecla + (més) en el teclat numèric.
3. Teclejar el valor decimal equivalent al valor hexadecimal Unicode
4. Deixar anar la tecla Alt.

Exemples:
ALT+174 / ALT+0171: « (obrir cometes llatines)

ALT+175 / ALT+0187: » (tancar cometes llatines)
«..dissortada i manifestament..»
ALT+45: - (guionet)
ALT+0150: – (guió mitjà)
ALT+0151: — (guió llarg o ratlla)
ALT+0136…ˆ (circumflex)
ALT+0152…˜ (titlla)
ALT+0209…Ñ
ALT+0209…©

### Caràcters UNICODE a Mac OS
alt + majúscules + { « (obrir cometes llatines)
alt + majúscules + } » (tancar cometes llatines)
alt + majúscules + - — (guionet més llarg)
alt + - – (guionet mitjà)
alt + majúscules + Ñ ˜ (titlla)
alt + c ©

### Caràcters UNICODE a GNU/Linux
L'obtenció per teclat dels caràcters Unicode més emprats depèn del mapa de teclat instal·lat. El més habitual en sistemes configurats en català és el mapa de teclat espanyol, variant catalana. En aquest cas els caràcters Unicode corresponents a les diferents cometes que es tracten a l'article s'obtenen principalment prement la tecla «AltGr», seguida eventualment de la tecla «Majúscules» (shift) i d'una tecla concreta més:
| Seqüència de tecles  | Caràcter Unicode | Descripció                            |
| -------------------- | ---------------- | ------------------------------------- |
| AltGr + z            | « (U+00AB)       | Cometes llatines d'obertura           |
| AltGr + x            | » (U+00BB)       | Cometes llatines de tancament         |
| AltGr + v            | “ (U+201C)       | Cometes dobles angleses (obertura)    |
| AltGr + b            | ” (U+201D)       | Cometes dobles angleses (tancament)   |
| AltGr + Majús. + v   | ‘ (U+2018)       | Comentes simples angleses (obertura)  |
| AltGr + Majús. + b   | ’ (U+2019)       | Comentes simples angleses (tancament) |
| Majúsc. + 2          | " (U+0022)       | Cometa recta doble                    |
| ' (tecla específica) | ' (U+0027)       | Cometa recta simple (=apòstrof)       |